# فرنسيس آن
فرنسيس آن (بالصينية: 安树新) (و. 1949  م) هو قسيس صيني.

## مناصب
تولى منصب أسقف
.